# Molnen över Metapontion
Molnen över Metapontion är en roman av Eyvind Johnson utgiven 1957.

## Handling och berättarstil
Handlingen utspelar sig på två tidsplan. Klemens Decorbie är en svensk författare som på 1950-talet är på resa i syditalienska Metapontum. Han har varit frivillig under andra världskriget och hamnade i koncentrationsläger. Där lärde han känna den fransk-judiske arkeologen Jean-Pierre Lévy som en gång lett utgrävningar i Metapontum. Under fångenskapen berättar Lévy om Themistogenes öden som krigsfånge och deltagare i Kyros den yngres härtåg på 400-talet f.Kr. Efter kriget uppfyller Decorbie sitt löfte till Lévy att besöka Metapontum. I romanen ställs de två tidsepokerna mot varandra och Decorbies och Themistogenes livsöden visar sig ha mycket gemensamt.
Berättarstilen i Molnen över Metapontion har liknats vid ett sinnrikt system av kinesiska askar där det aktuella nuet rymmer det personliga förflutna, vilket i sin tur rymmer det historiska förflutna. De olika tidsplanen varvas om varandra och rymmer i sig ytterligare tidsskikt och berättarplan. Romanen återger såväl Klemens Decorbies nutid, hans minnen från lägertiden och hans funderingar över Themistogenes tid. Denne Themistogenes levandegörs i sin tur på flera sätt genom Lévys berättelser, dels genom ett av honom efterlämnat manuskript och dels genom Themistogenes egna minnesanteckningar som citeras.

## Mottagande
När romanen utkom i oktober 1957 fick den ett genomgående positivt mottagande, i fråga om antikdelen starkt berömmande. En mycket hög uppskattning visade Karl Vennberg i Aftonbladet. Han menade att romanen ”som livsupplevelse och livsbekännelse, som färd till nederlagets och uthållighetens öar, angår oss närmare, upprör oss djupare än någon annan bok av Eyvind Johnson”. När Molnen över Metapontion utkom i en nyutgåva 2008 konstaterade Carina Burman i Svenska Dagbladet under rubriken ”Johnson ännu giltig” att det är en klassiker som fortfarande håller: ”Detta är en stor bok”.

## Utgåvor och översättningar
- Molnen över Metapontion, Bonniers 1957
- Molnen över Metapontion, Aldus/Bonnier 1965
- Molnen över Metapontion, Themis 2008 ISBN 9789197678742

Romanen är översatt till danska (Skyerne over Metapontion, 1959), tyska (Wolken über Metapont, 1964), polska (Chmury nad Metapontem, 1981) och franska (Les nuages sur Métaponte, 1995).